# 2016年澳門
|        | 澳門歷史 \| 澳門歷史年表                                                                                                   |
| 世紀： | 20世紀澳門 \| 21世紀澳門 \| 22世紀澳門                                                                                     |
| 年代： | 1980年代澳門 \| 1990年代澳門 \| 2000年代澳門 \| 2010年代澳門 \| 2020年代澳門 \| 2030年代澳門 \| 2040年代澳門               |
| 年份： | 2012年澳門 \| 2013年澳門 \| 2014年澳門 \| 2015年澳門 \| 2016年澳門 \| 2017年澳門 \| 2018年澳門 \| 2019年澳門 \| 2020年澳門 |
| 紀年： | 丙申年（猴年）、澳門開埠463周年、澳門回歸17周年                                                                            |

## 主要官員

### 行政
- 行政長官：崔世安
- 行政法務司司長：陳海帆
- 經濟財政司司長：梁維特

### 立法
- 立法會主席：賀一誠

### 司法
- 終審法院首席法官：岑浩輝

## 大事時序

### 1月
- 1月23日，原天主教香港教區輔理主教李斌生就任天主教澳門教區主教一職。論盡媒體（页面存档备份，存于）
- 1月24日，受覆蓋全中國的「霸王級世紀寒潮」影響，氹仔澳門地球物理暨氣象局總部於下午2時15分錄得低溫只有攝氏1.6度[1]，是自1949年以來1月份錄得的最低氣溫[1]，並首次錄得雨水夾雜小冰粒[2]，澳門半島及路環則徘徊在3至4度。

### 2月
- 2月11日，世界文化遺產媽閣廟年初三凌晨發生大火，燒着正殿神檯、牌匾和家具，火勢猛烈，冒出大量濃煙，殿內媽祖像遭殃。消防員到場將火救熄，無人受傷。

### 3月
- 3月21日，清晨7時澳門電廣視將暴雨演習誤報為中小學停課消息，惡劣天氣加上西灣大橋有壞車事故，骨牌效應引發大混亂，引起澳門民眾的不滿。[3]

### 4月
- 4月19日，澳門統計局公布，澳門人口密度為每平方公里21100人，為歷史新高 [4]
- 4月29日，黃色小鴨抵達澳門，停留於澳門科學館與觀音蓮花苑中間海面一個月。

### 5月
- 5月15日，全澳十多個社團發動了一次遊行，反對政府撥葡幣一億二千多萬，資助境外的大學。[5]

### 6月
- 6月4日，媽閣至林茂塘時限性公交專道正式執法，巴士以外的車輛誤闖專道可被罰款六百元。
- 6月10日，早上發生兩宗奪命工業意外。先是黑沙環中街海上居地盤出事，本地男工在十四樓不慎墮至地面，頭部受創，身體多處骨折無反應，身上無繫安全帶。約半小時後，下環街社會服務綜合大樓地盤地庫發生意外，一名內地男工疑燒焊時觸電昏迷，由消防員救回地面。兩人分別由救護車送院，惜搶救無效死亡。[6]
- 6月23日，民署與衛生局昨晚舉行聯合記者會，宣佈傍晚確認在祐漢街市三鳥檔抽取的一個環境樣本，對H7亞型禽流感病毒呈陽性反應，即時啟動禽流感應變方案，夤夜殺禽九千隻，即日起暫停本澳活家禽交易最少三天，並對批發、屠宰及零售等場所全面清洗消毒。

### 7月
- 7月23日，澳門王府大飯店（前身澳門新世紀酒店）因涉嚴重行政違法、防火安全不足遭旅遊局封閉酒店六個月。

### 8月
- 8月1日，筷子基威翠花園C座發生凶殺案，一男子持刀襲擊隔離鄰居，受害人身中多刀，送院後不治。[7]
- 8月2日，澳門治安警公怖昨日威翠花園凶殺案案情，疑兇與死者鄰里之間積怨多年。[8]
- 8月3日，澳門氣象局開記者招待會，解釋“妮妲”襲澳時的情況、當局掛風球的標準和回應市民的質詢 [9]
- 同日，統計局公佈，本澳機車數量接近二十五萬架。[10]
- 8月9日，鏡湖醫院近包公廟附近發生嚴重交通事故，一輛旅遊巴懷疑司機在斜坡停車時沒有拉起手掣，旅遊巴連人帶車溜前近百米並衝入一間診所內方停下，事故造成32名乘客受傷 [11]

### 12月
- 12月9日，澳門終審法院開庭審理前檢察長何超明涉貪案，控罪多達1,970項，涉及賄款近7,620萬澳門元。[12]
- 12月23日，一名老婦人在沙梨頭海邊街過路時被一輛私家車撞倒並捲入車底，送院搶救無效死亡

### 時間未定
- 年底，澳門輕軌氹仔段土木工程完成[14]，惟需等待輕軌車廠於2019年落成才能通車。